# HD DVD
HD DVD er et format til digital lagring af blandt andet high-definition video, ligesom Blu-ray.
HD DVD disken har samme størrelse som en cd/dvd, men kan lagre 15 GB, og er derfor oplagt til brug ved film i High Definition. 
Formatet konkurrerede med Blu-ray om at blive afløseren for dvd indtil Blu-ray vandt den 19. februar 2008. Den dag annoncerede den ledende drivkraft bag HD DVD, Toshiba, at de ikke længere ville udvikle, fremstille og markedsføre HD DVD-afspillere og -optagere. Dette førte til at næsten alle andre støtter af HD DVD fulgte trop. Grunden til at Toshiba gav op var højst sandsynligt at Warner Bros. studiet sagde at de kun ville udgive deres film som Blu-ray. Toshiba har formelt afsluttet formatkrigen ved at melde sig ind i Blu-ray Disc Association og at have planer om en Blu-ray-afspiller på markedet i slutningen af 2009.